# Asano Tsunaakira
Asano Tsunaakira (浅野 綱晟, né le 21 juin 1637, mort le 18 février 1673) est un daimyo de la période Edo qui a gouverné le domaine de Hiroshima.
Deux de ses consorts sont filles du courtisan Kujō Michifusa.